# Pietro Fittipaldi
Pietro Fittipaldi da Cruz (ur. 25 czerwca 1996 roku w Miami) – brazylijsko-amerykański kierowca wyścigowy.

## Życiorys

### Starty w Stanach Zjednoczonych
Fittipaldi rozpoczął karierę w jednomiejscowych samochodach wyścigowych w wieku 15 lat w 2011 roku od startów w dywizji II Whelen All-American Series Finalist Program, gdzie odniósł cztery zwycięstwa. Z dorobkiem czterystu punktów został sklasyfikowany na 34 pozycji w końcowej klasyfikacji kierowców. W tym samym roku odniósł zwycięstwo w klasie Limiteds wyścigu na torze Hickory Motor Speedway. W 2012 roku Pietro dołączył do stawki NASCAR Whelen All American Series - North Carolina, gdzie uplasował się na 36 miejscu w końcowej klasyfikacji kierowców.

### Formuła Renault
W sezonie 2013 Brazylijczyk przeniósł się do Europy, gdzie startował w Formule Renault Protyre oraz w Formule 4 BRDC. W edycjach zimowych uzbierane odpowiednio 45 i 127 punktów dało mu szóste miejsce w końcowej klasyfikacji kierowców obu serii. W głównej edycji Formuły 4 BRDC odniósł jedno zwycięstwo. Z dorobkiem 164 punktów ukończył sezon na piętnastym miejscu. W Formule Renault Protyre był ósmy. 
Na sezon 2014 Brazylijczyk podpisał także kontrakt z ekipą MGR Motorsport na starty w Alpejskiej Formule Renault 2.0 oraz w Formule Renault Protyre. W edycji alpejskiej z dorobkiem 43 punktów został sklasyfikowany na dziewiątej pozycji w klasyfikacji generalnej. W serii Protyre odniósł dziesięć zwycięstw, a dwunastokrotnie stawał na podium. Uzbierał łącznie 431 punktów, co wystarczyło do zdobycia tytułu mistrza serii.

### Formuła 3
W sezonie 2015 Brazylijczyk podpisał kontrakt z brytyjską ekipą Fortec Motorsport na starty w Europejskiej Formule 3. Fittipaldi sześciokrotnie sięgał po punkty, najlepszy wynik odnotowując na portugalskim torze Algarve, gdzie dwukrotnie dojechał na szóstej lokacie. Zdobyte przez niego 32 punkty sklasyfikowały go na 16. miejscu.

### Formuła 3.5 V8
W roku 2016 Pietro ponownie nawiązał współpracę z Fortec'em, tym razem jednak na udział w Formule 3.5 V8.

### Formuła 1
W sezonie 2020 zastąpił kontuzjowanego Romaina Grosjeana w Grand Prix Sakhiru i Grand Prix Abu Zabi.

## Życie prywatne
Pietro jest wnukiem dwukrotnego Mistrza Świata Formuły 1 Emersona Fittipaldi.

## Wyniki

### Formuła 1
| Legenda oznaczeń w tabelach wyników Wyświetl szablon na nowej stronie | Legenda oznaczeń w tabelach wyników Wyświetl szablon na nowej stronie                                                                     |
| Oznaczenie                                                            | Wyjaśnienie |
| --------------------------------------------------------------------- | --- |
| Złoty                                                                 | Zwycięzca lub mistrzostwo |
| Srebrny                                                               | 2. miejsce lub wicemistrzostwo |
| Brązowy                                                               | 3. miejsce lub II wicemistrzostwo |
| Zielony                                                               | Ukończył, punktował (w klasyfikacji generalnej, gdy zdobył co najmniej jeden punkt na przestrzeni sezonu, poza trzema powyższymi opcjami) |
| Niebieski                                                             | Ukończył, nie punktował (w klasyfikacji generalnej, gdy nie zdobył co najmniej jednego punktu na przestrzeni sezonu)                      |
| Czerwony                                                              | Nie zakwalifikował się (NZ) |
| Czerwony                                                              | Nie prekwalifikował się (NPK) |
| Różowy                                                                | Nie ukończył (NU) |
| Różowy                                                                | Niesklasyfikowany (NS) (w klasyfikacji generalnej, gdy nie został sklasyfikowany w żadnym wyścigu sezonu)                                 |
| Czarny                                                                | Zdyskwalifikowany (DK) |
| Czarny                                                                | Wykluczony (WYK/EX) |
| Biały                                                                 | Nie wystartował (NW) |
| Biały                                                                 | Kontuzjowany (K/INJ) |
| Biały                                                                 | Wyścig odwołany (OD/C) |
| Bez koloru                                                            | Został wycofany (WYC/WD) |
| Bez koloru                                                            | Nie przybył (NP/DNA) |
| Bez koloru                                                            | Nie brał udziału w treningach (NT/DNP) |
| Bez koloru                                                            | Nie został zgłoszony (–) |
| Pogrubienie                                                           | Start z pole position |
| Kursywa                                                               | Najszybsze okrążenie wyścigu |
| †                                                                     | Nie ukończył, ale jego rezultat został zaliczony ze względu na przejechanie więcej niż 90% dystansu wyścigu.                              |
| *                                                                     | Sezon w trakcie |
| 1/2/3                                                                 | Punktowana pozycja w sprincie kwalifikacyjnym                                                                                             |
| Lista systemów punktacji Formuły 1                                    | |

| Rok  | Zespół  | Samochód   | Silnik               | Wyniki w poszczególnych eliminacjach | Wyniki w poszczególnych eliminacjach | Wyniki w poszczególnych eliminacjach | Wyniki w poszczególnych eliminacjach | Wyniki w poszczególnych eliminacjach | Wyniki w poszczególnych eliminacjach | Wyniki w poszczególnych eliminacjach | Wyniki w poszczególnych eliminacjach | Wyniki w poszczególnych eliminacjach | Wyniki w poszczególnych eliminacjach | Wyniki w poszczególnych eliminacjach | Wyniki w poszczególnych eliminacjach | Wyniki w poszczególnych eliminacjach | Wyniki w poszczególnych eliminacjach | Wyniki w poszczególnych eliminacjach | Wyniki w poszczególnych eliminacjach | Wyniki w poszczególnych eliminacjach | Punkty | Pozycja |
| ---- | ------- | ---------- | -------------------- | ------------------------------------ | ------------------------------------ | ------------------------------------ | ------------------------------------ | ------------------------------------ | ------------------------------------ | ------------------------------------ | ------------------------------------ | ------------------------------------ | ------------------------------------ | ------------------------------------ | ------------------------------------ | ------------------------------------ | ------------------------------------ | ------------------------------------ | ------------------------------------ | ------------------------------------ | ------ | ------- |
| 2020 | Haas F1 | Haas VF-20 | Ferrari 065 1.6 V6 t | Austria                              |                                      | Węgry                                | Wielka Brytania                      | Wielka Brytania                      | Hiszpania                            | Belgia                               | Włochy                               | Toskania                             | Rosja                                | Niemcy                               | Portugalia                           | Emilia-Romania                       | Turcja                               | Bahrajn                              | Bahrajn                              |                                      | 0      | 23      |
| 2020 | Haas F1 | Haas VF-20 | Ferrari 065 1.6 V6 t | –                                    | –                                    | –                                    | –                                    | –                                    | –                                    | –                                    | –                                    | –                                    | –                                    | –                                    | –                                    | –                                    | –                                    | –                                    | 17                                   | 19                                   | 0      | 23      |

### IndyCar Series
| Rok  | Zespół                               | Samochód     | Silnik | Wyniki w poszczególnych eliminacjach | Wyniki w poszczególnych eliminacjach | Wyniki w poszczególnych eliminacjach | Wyniki w poszczególnych eliminacjach | Wyniki w poszczególnych eliminacjach | Wyniki w poszczególnych eliminacjach | Wyniki w poszczególnych eliminacjach | Wyniki w poszczególnych eliminacjach | Wyniki w poszczególnych eliminacjach | Wyniki w poszczególnych eliminacjach | Wyniki w poszczególnych eliminacjach | Wyniki w poszczególnych eliminacjach | Wyniki w poszczególnych eliminacjach | Wyniki w poszczególnych eliminacjach | Wyniki w poszczególnych eliminacjach | Wyniki w poszczególnych eliminacjach | Wyniki w poszczególnych eliminacjach | Punkty | Pozycja |
| ---- | ------------------------------------ | ------------ | ------ | ------------------------------------ | ------------------------------------ | ------------------------------------ | ------------------------------------ | ------------------------------------ | ------------------------------------ | ------------------------------------ | ------------------------------------ | ------------------------------------ | ------------------------------------ | ------------------------------------ | ------------------------------------ | ------------------------------------ | ------------------------------------ | ------------------------------------ | ------------------------------------ | ------------------------------------ | ------ | ------- |
| 2018 | Dale Coyne Racing                    | Dallara DW12 | Honda  | STP                                  | PHX                                  | LBH                                  | ALA                                  | IGP                                  | INDY                                 | DET                                  | DET                                  | TEX                                  | ROA                                  | IOW                                  | TOR                                  | MDO                                  | POC                                  | GAT                                  | POR                                  | SNM                                  | 91     | 26      |
| 2018 | Dale Coyne Racing                    | Dallara DW12 | Honda  | –                                    | 23                                   | –                                    | –                                    | –                                    | –                                    | –                                    | –                                    | –                                    | –                                    | –                                    | –                                    | 23                                   | 22                                   | 11                                   | 9                                    | 16                                   | 91     | 26      |
| 2021 | Dale Coyne Racing z Rick Ware Racing | Dallara DW12 | Honda  | ALA                                  | STP                                  | TXS                                  | TXS                                  | IGP1                                 | INDY                                 | DET                                  | DET                                  | ROA                                  | MDO                                  | NSH                                  | IGP2                                 | GAT                                  | POR                                  | LAG                                  | LBH                                  |                                      | 34     | 32      |
| 2021 | Dale Coyne Racing z Rick Ware Racing | Dallara DW12 | Honda  | –                                    | –                                    | 15                                   | 21                                   | –                                    | 25                                   | –                                    | –                                    | –                                    | –                                    | –                                    | –                                    | –                                    | –                                    | –                                    | –                                    |                                      | 34     | 32      |